# Zuzana Smatanová
Zuzana Smatanová (ur. 14 czerwca 1984 w Súľovie-Hradnej) – słowacka piosenkarka, kompozytorka i autorka tekstów. Swoje piosenki, które pisze samodzielnie, wykonuje po słowacku i po angielsku.

## Życiorys
W 1998 roku rozpoczęła studia na Akademii Pedagogicznej i Społecznej w słowackim mieście Turčianske Teplice, ale zależało jej bardziej na muzyce niż na zawodzie nauczycielki.

## Nagrody i wyróżnienia (wybór)
- 2003 Coca-Cola Popstar
- 2004 Grand Prix Radio, „piosenkarka roku”
- 2004 OTO, „piosenkarka roku”
- 2005 OTO, „piosenkarka roku”
- 2005 Złoty słowik, „piosenkarka roku”
- 2005 Słowik, „przebój roku” (za utwór „Nech sa deje, čo sa má“)

## Dyskografia (wybór)
- Entirely good wrzesień 2003 roku (Sony Music/Bonton)
  - Złota płyta (5 tys. sprzedanych sztuk), październik 2005 roku
  - Platynowa płyta (10 tys. sprzedanych sztuk), grudzień 2005 roku
  - Multiplatynowa płyta (22 tys. sprzedanych sztuk), luty 2007 roku
- Svet mi stúpil na nohu, październik 2005 (Sony Music/Bonton)
  - Złota płyta, kwiecień 2005
- Nech sa deje, čo sa má, singiel, czerwiec 2005 roku (utwór muzyczny ułożyła sama w wieku 17 lat)